# KWMU
KWMU, également connue sous le nom St. Louis Public Radio, est une station de radio américaine basée à Saint-Louis, dans le Missouri. Radio de service public, elle est la principale station du réseau de radiodiffusion NPR pour l'agglomération du Grand Saint-Louis. Elle diffuse ses programmes sur la fréquence 90,7 FM.
Fondée en 1972, elle est installée dans le quartier de Grand Centre, dans le centre de Saint-Louis.